# Dagmar Kekulé
Dagmar Kekulé, auch Dagmar Kekulé-Urchs bzw. Dagmar Kückelmann (* 21. Juni 1938 in Landshut), ist eine deutsche Autorin von Drehbüchern, Thrillern und Jugendbüchern.

## Leben
Dagmar Kekulé wurde als Tochter des Diplom-Ingenieurs Franz Kekulé (1902–1976), eines Chemikers und Prokuristen bei der Süd-Chemie AG in Moosburg/Isar, in Landshut geboren. Sie hat auch als Erzieherin und als Schauspielerin gearbeitet und Kurzfilme gedreht. Sie war in den 1950er Jahren mit dem Regisseur Wolfgang Urchs verheiratet; 1958 wurde ihr Sohn Alexander Kekulé geboren. Der Ehe mit Wolfgang Urchs entstammte Sohn Markus. Ihre jüngere Schwester ist die 1944 in Landshut geborene Schauspielerin Sylvia Kekulé.
Ab 1968 war sie bis zu seinem Tod 2017 mit dem Rechtsanwalt und Filmregisseur Norbert Kückelmann verheiratet. Dagmar Kekulé lebt in München.

## Filmografie
- 1969: Zeit für Träumer (Drehbuch zusammen mit Wolfgang Urchs sowie Darstellerin)
- 1970: Fräulein von Stradonitz in memoriam (Drehbuch zusammen mit Wolfgang Urchs sowie Darstellerin)
- 1973: Für Cecile an der Westküste wartend (Drehbuch), mit Sylvia Kekulé, Klaus Lemke und Johann Christoph Busse
- 1982: Kraftprobe (Drehbuch nach ihrem eigenen Roman Ich bin eine Wolke)
- 1984: Morgen in Alabama (Drehbuch zusammen mit Norbert Kückelmann und Thomas Petz)
- 1989: Schweinegeld – Ein Märchen der Gebrüder Nimm (Drehbuch zusammen mit Norbert Kückelmann und Michael Juncker)
- 1996: Alle haben geschwiegen (Fernsehfilm; Drehbuch zusammen mit Norbert Kückelmann)
- 1997: Die furchtlosen Vier (Drehbuch zusammen mit Bert Henry)
- 2000: Verlorene Kinder (Fernsehfilm; Drehbuch zusammen mit Norbert Kückelmann)
- 2002: Ich hab es nicht gewollt – Anatomie eines Mordfalls (Fernsehfilm; Drehbuch zusammen mit Norbert Kückelmann und Thomas Petz)

## Werke
- 1978: Ich bin eine Wolke – ISBN 978-3-499-20191-2
- 1984: Die kalte Sophie – ISBN 978-3-688-10411-6
- 1984: Das Blaue vom Himmel (Fortsetzung von Ich bin eine Wolke) – ISBN 978-3-688-10407-9
- 1997: Romy Superstar – ISBN 978-3-688-10409-3
- 1997: Paulinas wilde Reiter – ISBN 978-3-596-30371-7
- 2003: Die Zeit der Eisblumen – ISBN 978-3-596-30360-1

## Auszeichnungen
1978 erhielt sie für ihre Erstveröffentlichung Ich bin eine Wolke den Oldenburger Kinder- und Jugendbuchpreis.